# Pleosporomycetidae
Die Pleosporomycetidae sind eine Unterklasse der Schlauchpilze mit einem breiten ökologischen Spektrum und vielen Pflanzenschädlingen.

## Merkmale
Der Fruchtkörper ist ein Perithecium, Hysterothecium oder Kleistothecium. Die Form ist dabei sehr variabel. Der sterile Teil (Hamathecium) besteht aus Paraphysen. Pseudoparaphysen sind überall vorhanden außer bei den Gattungen Aulographum (Asterinales), Eremomyces (Eremomycetales) und Microthyrium (Microthyriales). Die Asci besitzen eine zweischichtige Zellwand (bitunicat). Die Ascosporen sind bezüglich Farbe, Form und Septierung sehr variabel.

## Systematik
Die Unterklasse wurde 2006 von Schoch und Kollegen (2006) beschrieben, die phylogenetisch zusammengehörten und als Merkmal Pseudoparaphysen besitzen. Sie enthielt zunächst nur die Ordnung der Pleosporales und eine einzelne außen stehende Art Lophium mytilinum. Eriksson (2006) führt 13 Familien in der Ordnung. Eine Arbeit aus dem Jahr 2009 beschreibt noch die Didymellaceae als 14. Familie der Ordnung: Die anderen Ordnungen wurden nachträglich in die Unterklasse gestellt, wobei die Ordnung der Jahnulales noch als unsicher gilt.
- Ordnung Pleosporales (die größte Ordnung der Klasse mit 332 Gattungen und über 4700 Arten in 28 Familien, wobei noch nicht alle phylogenetisch abgesichert sind)
  - Unterordnung Pleosporineae[6]
    - Familie Pleosporaceae
    - Familie Cucurbitariaceae
    - Familie Leptosphaeriaceae
    - Familie Phaeosphaeriaceae
    - Familie Didymellaceae
    - Familie Didymosphaeriaceae
    - Familie Dothidotthiaceae

  - Unterordnung Massarinae
    - Familie Lentitheciaceae
    - Familie Massarinaceae
    - Familie Montagnulaceae
    - Familie Morosphaeriaceae
    - Familie Trematosphaeriaceae

  - andere Familien innerhalb der Pleosporales
    - Familie Aigialaceae
    - Familie Amniculicolaceae
    - Familie Arthopyreniaceae
    - Familie Delitschiaceae
    - Familie Diademaceae
    - Familie Hypsostromataceae
    - Familie Leptosphaeriaceae
    - Familie Lophiostomataceae
    - Familie Lindgomycetaceae
    - Familie Melanommataceae
    - Familie Montagnulaceae
    - Familie Phaeosphaeriaceae
    - Familie Pleomassariaceae
      - Silberschorf (Helminthosporium solani)

    - Familie Sporormiaceae
    - Familie Teichosporaceae
    - Familie Tetraplosphaeriaceae
    - Familie Zopfiaceae
- Ordnung Asterinales[2]
- Ordnung Coniosporiales[2]
- Ordnung Eremomycetales[7]
- Ordnung Gloniales[7]
- Ordnung Hysteriales[3]
  - Familie Hysteriaceae
- Ordnung Lineolatales[2]
- Ordnung Microthyriales
- Ordnung Mytilinidiales[8]
  - Familie Mytilinidiaceae
- Ordnung Patellariales
- Ordnung Phaeotrichales
- Ordnung Pleosporales
- Ordnung Venturiales[2]

Die Ordnung Jahnulales wurde zum Teil auch zu den Pleosporomycetidae gestellt, ist aber von unsicherer Stellung.

## Bedeutung
Die Ordnung enthält einige wirtschaftliche bedeutende Pflanzen-Pathogene: Cochliobolus heterostrophus verursacht die Bleiche von Mais, Leptosphaeria maculans befällt Raps-Wurzeln, Phaeosphaeria nodorum befällt Getreide.